# ミンキー・ヤス
ミンキー・ヤス（本名：岩崎 康雄（いわさき やすお）、1951年7月7日 - ）は、ラジオパーソナリティ・タレント。東京都出身。血液型O型。既婚。
芸名の由来は、1982年放映のアニメ『魔法のプリンセス ミンキーモモ』から。「ミンキー♥ヤス」「ミンキーヤス」などとも表記される。

## 略歴
- 東京都立青山高等学校、成城大学文芸学部国文学科卒業。東京電機大学高等学校での教師の前歴を持つ。その傍ら「東京アナウンスアカデミー」にも通い、ラジオ番組『ラジオアニメック・決定!アニメ最前線』のレポーターオーディションを受けて合格、業界入り。
- アシスタントパーソナリティを務めるラジオ番組『mamiのRADIかるコミュニケーション』では、ヤスさんと呼ばれている。またスターチャイルド（キングレコード）提供時代には、同レーベルのラジオCMを担当している。
- 岩崎康雄名義でJFN系『THIS MORNING』のパーソナリティを長年務めた。現在、東京都江東区のコミュニティFM局「レインボータウンFM 大江戸放送局」で、『大江戸ワイド スーパーモーニング』の月・水・金曜を岩崎康雄名義で担当している。日曜昼の『ヤス&O野のラジオトークバトル』は終了。
- アマチュア落語サークルの講師を務め、ボランティア公演等にも「優三亭円我朝」として参加している。
- コスプレという言葉が誕生する前からコスプレをしている。
- 学生時代、サンリオでアルバイトしていたことがある。
- 『mamiのRADIかるコミュニケーション』の公開録音イベントなどで、コスプレが披露される。それを称して「人間コス宝」と本人が話したところから、リスナー間で人間コス宝が定着。
- 堀江由衣のファン。
- 花粉症が一般的に知られていない頃からの重度の花粉症。
- 2004年、バードウオッチング検定の2級を取得。
- mamiのRADIかるコミュニケーションの番組企画として、ゲームクリエイターの内藤寛と師弟ボーイズ（CITEY BOYS）というユニットを組んでCDデビュー。1998年7月24日、シングルCD『シテイロマン』を発売。ユニット名は、岩崎が教師（師）と内藤が教え子（弟）の関係にあることとシティボーイズをもじっての2つに由来する。
- 2013年1月1日、一般人女性と結婚したことを公式サイトで公表[1][2]。

## 主な出演番組
- ラジオアニメック・決定!アニメ最前線（ニッポン放送 他）
- mamiのRADIかるコミュニケーション（東海ラジオ 他）
- 魔法使い隊の子ッ!（東海ラジオ）
- 東京アップタウンステーション（東海ラジオ）
- かおりのHello!アニポップ（東海ラジオ）
- ルックルックこんにちは（日本テレビ）
- ポップス・アニメ情報局（東海ラジオ 他）
  - アニメ情報局ラジオマガジン
  - やってやるぜ情報局
- THIS MORNING（JFN系列局）
- 大江戸ワイド スーパーモーニング（レインボータウンFM、月・水・金曜担当）
- ヤス&O野のラジオトークバトル（レインボータウンFM）
- 全日空寄席（ANA機内放送、構成担当平成13年11月〜平成19年3月まで）
- ヤス&O野のラジオトークバトル・ハイパー！(インターネットラジオ 配信平成24年7月〜)